# Centralne Biuro Antykorupcyjne

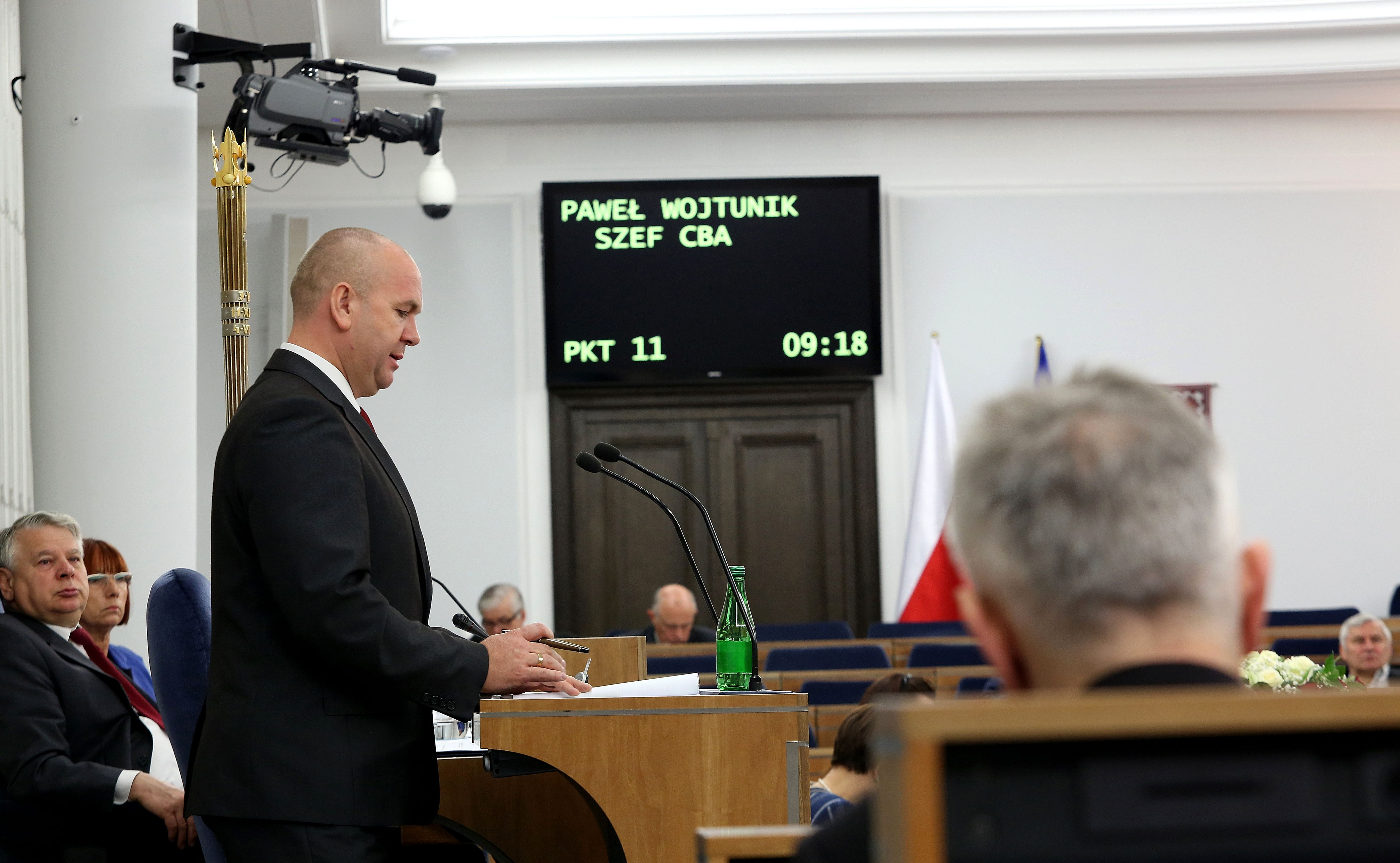
Były Szef CBA Paweł Wojtunik przedstawiający informację o wynikach działalności Centralnego Biura Antykorupcyjnego w 2013 roku podczas 55. posiedzenia Senatu RP

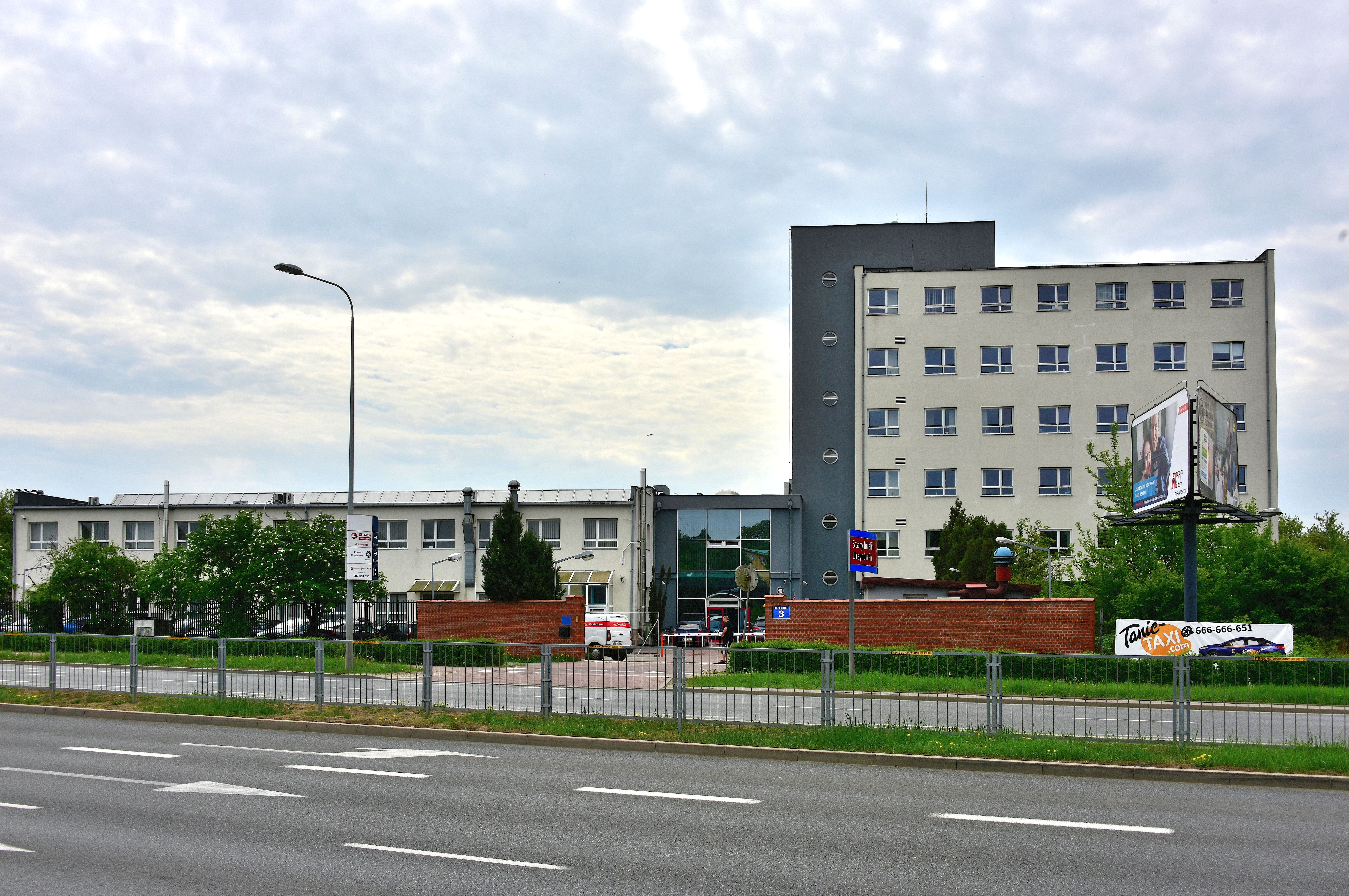
Delegatura CBA przy ul. Poleczki 3 w Warszawie

Centralne Biuro Antykorupcyjne (CBA) – służba specjalna Rzeczypospolitej Polskiej, organ ścigania, urząd do zwalczania korupcji w życiu publicznym i gospodarczym, w szczególności w instytucjach państwowych i samorządowych, a także do zwalczania działalności godzącej w interesy ekonomiczne państwa, działająca na podstawie ustawy z dnia 9 czerwca 2006 r. o Centralnym Biurze Antykorupcyjnym.

## Podstawa prawna
Postulat utworzenia organu ścigania do zwalczania korupcji pojawił się w programie wyborczym Prawa i Sprawiedliwości z 2005 roku. Wskazano w nim na poważne zagrożenie korupcją na różnych szczeblach władzy. Rządowy projekt ustawy o Centralnym Biurze Antykorupcyjnym wpłynął do Sejmu RP (V kadencja) 23 stycznia 2006. W myśl projektodawcy CBA miało być nowoczesną, elitarną, budowaną od podstaw jednostką do zwalczania korupcji. Mariusz Kamiński, ówczesny sekretarz stanu w Kancelarii Prezesa Rady Ministrów wskazywał, że działania antykorupcyjne ówczesnych służb są nieefektywne, ponieważ jest to zaledwie jedno z ich zadań. Postulował, aby walką z korupcją zajęła się wyspecjalizowana formacja w drodze represji karnej. Nad projektem ustawy pracowały Komisja Administracji i Spraw Wewnętrznych oraz Komisja Sprawiedliwości i Praw Człowieka, które powołały podkomisję nadzwyczajną do rozpatrzenia rządowego projektu Ustawy o Centralnym Biurze Antykorupcyjnym. Według krytyków założenia projektu skupiały się wyłącznie na usuwaniu skutków korupcji z pominięciem jej przyczyn. Zarzucano, że CBA będzie powielało zadania innych służb zwalczających korupcję. Ostatecznie 12 maja 2006 r. Sejm uchwalił ustawę o Centralnym Biurze Antykorupcyjnym (354 posłów było za, 43 przeciw, 20 wstrzymało się od głosu). 13 czerwca 2006 r. Prezydent RP podpisał ustawę.
W ustawie o CBA pojęcie korupcji jest szeroko rozumiane. W myśl tej ustawy, korupcja to czyn:
- polegający na obiecywaniu, proponowaniu lub wręczaniu przez jakąkolwiek osobę, bezpośrednio lub pośrednio, jakichkolwiek nienależnych korzyści osobie pełniącej funkcję publiczną dla niej samej lub dla jakiejkolwiek innej osoby, w zamian za działanie lub zaniechanie działania w wykonywaniu jej funkcji;
- polegający na żądaniu lub przyjmowaniu przez osobę pełniącą funkcję publiczną bezpośrednio, lub pośrednio, jakichkolwiek nienależnych korzyści, dla niej samej lub dla jakiejkolwiek innej osoby, lub przyjmowaniu propozycji lub obietnicy takich korzyści, w zamian za działanie lub zaniechanie działania w wykonywaniu jej funkcji, popełniany w toku działalności gospodarczej, obejmującej realizację zobowiązań względem władzy (instytucji) publicznej;
- polegający na obiecywaniu, proponowaniu lub wręczaniu, bezpośrednio lub pośrednio, osobie kierującej jednostką niezaliczaną do sektora finansów publicznych lub pracującej w jakimkolwiek charakterze na rzecz takiej jednostki, jakichkolwiek nienależnych korzyści, dla niej samej lub na rzecz jakiejkolwiek innej osoby, w zamian za działanie lub zaniechanie działania, które narusza jej obowiązki i stanowi społecznie szkodliwe odwzajemnienie czy też popełniany w toku działalności gospodarczej obejmującej realizację zobowiązań względem władzy (instytucji) publicznej;
- polegający na żądaniu lub przyjmowaniu bezpośrednio lub pośrednio przez osobę kierującą jednostką niezaliczaną do sektora finansów publicznych lub pracującą w jakimkolwiek charakterze na rzecz takiej jednostki, jakichkolwiek nienależnych korzyści lub przyjmowaniu propozycji lub obietnicy takich korzyści dla niej samej lub dla jakiejkolwiek innej osoby, w zamian za działanie lub zaniechanie działania, które narusza jej obowiązki i stanowi społecznie szkodliwe odwzajemnienie[6].

Dodatkowymi ustawami regulującymi działania CBA są:
- Ustawa z dnia 5 sierpnia 2010 r. o ochronie informacji niejawnych (Dz.U. z 2024 r. poz. 632),
- Ustawa z dnia 24 maja 2013 r. o środkach przymusu bezpośredniego i broni palnej (Dz.U. z 2025 r. poz. 555),
- Ustawa z dnia 10 maja 2018 r. o ochronie danych osobowych (Dz.U. z 2019 r. poz. 1781)
- Ustawa z dnia 14 grudnia 2018 r. o ochronie danych osobowych przetwarzanych w związku z zapobieganiem i zwalczaniem przestępczości (Dz.U. z 2023 r. poz. 1206)

## Definicja legalna korupcji w Ustawie o CBA
W pierwotnym brzmieniu Ustawy o Centralnym Biurze Antykorupcyjnym korupcją określano obiecywanie, proponowanie, wręczanie, żądanie, przyjmowanie przez jakąkolwiek osobę, bezpośrednio lub pośrednio, jakiejkolwiek nienależnej korzyści majątkowej, osobistej lub innej, dla niej samej lub jakiejkolwiek innej osoby, lub przyjmowanie propozycji lub obietnicy takich korzyści w zamian za działanie lub zaniechanie działania w wykonywaniu funkcji publicznej lub w toku działalności gospodarczej. 23 czerwca 2009 roku został wydany wyrok Trybunału Konstytucyjnego, który zakwestionował część przepisów ustawy o CBA dotyczących definicji korupcji. Ust. 3 art. 1 ustawy został uznany za niezgodny z Konstytucją RP.
5 sierpnia 2010 roku została uchwalona Ustawa o zmianie ustawy o Centralnym Biurze Antykorupcyjnym oraz ustawy o sporcie (ustawa ta weszła w życie 2 września 2010 roku) - ustawa ta dodała do artykułu 1 Ustawy o Centralnym Biurze Antykorupcyjnym ustęp 3a, który wprowadził nową definicję korupcji w brzmieniu: 
„Korupcją, w rozumieniu ustawy, jest czyn:
1) polegający na obiecywaniu, proponowaniu lub wręczaniu przez jakąkolwiek osobę, bezpośrednio lub pośrednio, jakichkolwiek nienależnych korzyści osobie pełniącej funkcję publiczną dla niej samej lub dla jakiejkolwiek innej osoby, w zamian za działanie lub zaniechanie działania w wykonywaniu jej funkcji;
2) polegający na żądaniu lub przyjmowaniu przez osobę pełniącą funkcję publiczną bezpośrednio, lub pośrednio, jakichkolwiek nienależnych korzyści, dla niej samej lub dla jakiejkolwiek innej osoby, lub przyjmowaniu propozycji lub obietnicy takich korzyści, w zamian za działanie lub zaniechanie działania w wykonywaniu jej funkcji;
3) popełniany w toku działalności gospodarczej, obejmującej realizację zobowiązań względem władzy (instytucji) publicznej, polegający na obiecywaniu, proponowaniu lub wręczaniu, bezpośrednio lub pośrednio, osobie kierującej jednostką niezaliczaną do sektora finansów publicznych lub pracującej w jakimkolwiek charakterze na rzecz takiej jednostki, jakichkolwiek nienależnych korzyści, dla niej samej lub na rzecz jakiejkolwiek innej osoby, w zamian za działanie lub zaniechanie działania, które narusza jej obowiązki i stanowi społecznie szkodliwe odwzajemnienie;
4) popełniany w toku działalności gospodarczej obejmującej realizację zobowiązań względem władzy (instytucji) publicznej, polegający na żądaniu lub przyjmowaniu bezpośrednio lub pośrednio przez osobę kierującą jednostką niezaliczaną do sektora finansów publicznych lub pracującą w jakimkolwiek charakterze na rzecz takiej jednostki, jakichkolwiek nienależnych korzyści lub przyjmowaniu propozycji lub obietnicy takich korzyści dla niej samej lub dla jakiejkolwiek innej osoby, w zamian za działanie lub zaniechanie działania, które narusza jej obowiązki i stanowi społecznie szkodliwe odwzajemnienie.”

## Zadania
Zadania CBA zostały uregulowane w art. 2 ust. 1 ustawy. W ust. 1 wymieniono następujące obszary działania:
- rozpoznawanie, zapobieganie i wykrywanie przestępstw przeciwko:
  - działalności instytucji państwowych oraz samorządu terytorialnego,
  - wymiarowi sprawiedliwości, wyborom i referendum, porządkowi publicznemu, wiarygodności dokumentów, mieniu, obrotowi gospodarczemu, obrotowi pieniędzmi i papierami wartościowymi, jeśli pozostają w związku z korupcją lub działalnością godzącą w interesy ekonomiczne państwa,
  - finansowaniu partii politycznych, jeżeli pozostają w związku z korupcją,
  - obowiązkom podatkowym i rozliczeniom z tytułu dotacji i subwencji, jeżeli pozostają w związku z korupcją lub działalnością godzącą w interesy ekonomiczne państwa,
  - zasadom rywalizacji sportowej,
  - obrotowi lekami, środkami spożywczymi specjalnego przeznaczenia żywieniowego, wyrobami medycznymi,
  - ściganie sprawców ww. działań oraz ujawnianie mienia zagrożonego przepadkiem w związku z ww. przestępstwami;
- ujawnienie i przeciwdziałanie przypadkom nieprzestrzegania przepisów o ograniczeniu prowadzenia działalności gospodarczej przez osoby pełniące funkcje publiczne;
- dokumentowanie postaw i inicjowanie realizacji przepisów o zwrocie korzyści uzyskanych niesłusznie kosztem Skarbu Państwa lub innych państwowych osób prawnych;
- ujawnianie przypadków działań niezgodnych z prawem dotyczących procedur podejmowania i realizacji decyzji w przedmiocie: prywatyzacji i komercjalizacji, wsparcia finansowego, udzielania zamówień publicznych, rozporządzania mieniem jednostek lub przedsiębiorców oraz przyznawania koncesji, zezwoleń, zwolnień podmiotowych i przedmiotowych, ulg, preferencji, kontyngentów, plafonów, poręczeń i gwarancji kredytowych;
- kontrola prawidłowości realizacji umów dotyczących partnerstwa publiczno-prywatnego;
- kontrola prawidłowości i prawdziwości oświadczeń majątkowych lub oświadczeń o prowadzeniu działalności gospodarczej osób pełniących funkcje publiczne;
- prowadzenie działalności analitycznej dotyczącej zjawisk występujących w obszarze właściwości CBA oraz przedstawianie w tym zakresie informacji Prezesowi Rady Ministrów, Prezydentowi Rzeczypospolitej Polskiej, Sejmowi oraz Senatowi;
- podejmowanie innych działań określonych w odrębnych ustawach i umowach międzynarodowych[6].

## Organizacja i budżet

### Kierownictwo
CBA kieruje Szef Centralnego Biura Antykorupcyjnego, który jest centralnym organem administracji rządowej nadzorowanym przez Prezesa Rady Ministrów, działającym przy pomocy CBA, które jest urzędem administracji rządowej (art. 5 ustawy o CBA).
Szefa CBA powołuje na czteroletnią kadencję i odwołuje Prezes Rady Ministrów, po zasięgnięciu opinii Prezydenta Rzeczypospolitej Polskiej, Kolegium do Spraw Służb Specjalnych oraz Sejmowej Komisji do Spraw Służb Specjalnych. Ponowne powołanie na Szefa CBA może nastąpić tylko raz. Szef CBA pełni obowiązki do dnia powołania jego następcy. Kadencja Szefa CBA wygasa w przypadku jego śmierci lub odwołania. Prezes Rady Ministrów, na wniosek Szefa CBA, powołuje i odwołuje zastępców Szefa CBA (art. 6 ustawy o CBA).
Zgodnie z art. 7 ust. 1 ustawy o CBA, Szefem CBA albo zastępcą Szefa CBA może być osoba, która:
1. posiada wyłącznie obywatelstwo polskie;
2. korzysta z pełni praw publicznych;
3. wykazuje nieskazitelną postawę moralną, obywatelską i patriotyczną;
4. nie była skazana za przestępstwo popełnione umyślnie ścigane z oskarżenia publicznego lub przestępstwo skarbowe;
5. spełnia wymagania określone w przepisach o ochronie informacji niejawnych w zakresie dostępu do informacji stanowiących tajemnicę państwową, oznaczonych klauzulą „ściśle tajne”;
6. posiada wyższe wykształcenie;
7. nie pełniła służby zawodowej, nie pracowała i nie była współpracownikiem organów bezpieczeństwa państwa, wymienionych w art. 5 ustawy z dnia 18 grudnia 1998 r. o Instytucie Pamięci Narodowej – Komisji Ścigania Zbrodni przeciwko Narodowi Polskiemu (Dz.U. z 2023 r. poz. 102) ani też nie była sędzią, który, orzekając, uchybił godności urzędu, sprzeniewierzając się niezawisłości sędziowskiej.

Funkcji Szefa CBA lub zastępcy Szefa CBA nie można łączyć z inną funkcją publiczną (art. 7 ust. 2 ustawy o CBA). Szef CBA lub zastępca Szefa CBA nie może pozostawać w stosunku pracy z innym pracodawcą oraz podejmować innego zajęcia zarobkowego poza służbą (art. 7 ust. 3 ustawy o CBA). Ponadto nie mogą być oni członkami partii politycznej ani uczestniczyć w działalności partii lub na ich rzecz (art. 7 ust. 3 ustawy o CBA).
Dotychczasowi Szefowie CBA:
| Osoba | Osoba                               | Okres sprawowania funkcji | Okres sprawowania funkcji |
| #     | imię i nazwisko                     | od                        | do                        |
| ----- | ----------------------------------- | ------------------------- | ------------------------- |
| 1     | Mariusz Kamiński                    | 3 sierpnia 2006           | 13 października 2009      |
| -     | Paweł Wojtunik (p.o.)               | 13 października 2009      | 30 grudnia 2009           |
| 2     | Paweł Wojtunik                      | 30 grudnia 2009           | 1 grudnia 2015            |
| -     | Ernest Bejda (p.o.)                 | 1 grudnia 2015            | 19 lutego 2016            |
| 3     | Ernest Bejda                        | 19 lutego 2016            | 19 lutego 2020            |
| -     | Andrzej Stróżny (p.o.)              | 19 lutego 2020            | 20 maja 2020              |
| 4     | Andrzej Stróżny                     | 20 maja 2020              | 19 grudnia 2023           |
| -     | Agnieszka Kwiatkowska-Gurdak (p.o.) | 19 grudnia 2023           | 4 marca 2024              |
| 5     | Agnieszka Kwiatkowska-Gurdak        | 5 marca 2024              | 21 lutego 2025            |
| -     | Tomasz Strzelczyk (p.o.)            | 21 lutego 2025            | 9 kwietnia 2025           |
| 6     | Tomasz Strzelczyk                   | 9 kwietnia 2025           | nadal                     |

Zastępcy Szefa Centralnego Biura Antykorupcyjnego:
Obecni zastępcy:
- vacat

Byli zastępcy:
- Maciej Wąsik – od 4 sierpnia 2006 do 14 października 2009[20]
- Ernest Bejda – od 8 września 2006 do 14 października 2009[20]
- Janusz Czerwiński – od 14 października 2009 do grudnia 2015[20]
- Maciej Klepacz – od 28 maja 2010 do grudnia 2015[21]
- dr Grzegorz Ocieczek (płk rez. ABW) – od grudnia 2015 do 20 maja 2020[potrzebny przypis]
- Bogdan Sakowicz – od grudnia 2015 do stycznia 2023[potrzebny przypis]
- Daniel Karpeta – od 20 maja 2020 do 30 stycznia 2024[potrzebny przypis]
- Marcin Stec – od 17 kwietnia 2023 do 15 kwietnia 2024[potrzebny przypis]
- Tomasz Strzelczyk – od 30 stycznia 2024 do 21 lutego 2025[22]
- Dariusz Drozdowski – od 15 lutego 2024 do marca 2025[23][24]

### Struktura organizacyjna
Według stanu na dzień 31 grudnia 2022 r. w CBA zatrudnionych było 1271 osób, w tym 158 pracowników.
Komórki organizacyjne CBA:
| - Departament Operacyjno-Śledczy - Departament Bezpieczeństwa - Departament Postępowań Kontrolnych - Departament Analiz - Biuro Techniki Operacyjnej - Biuro Prawne - Biuro Finansów - Biuro Kadr i Szkolenia - Biuro Logistyki - Biuro Teleinformatyki - Gabinet Szefa | - Delegatura CBA w Białymstoku - Delegatura CBA w Bydgoszczy - Delegatura CBA w Gdańsku - Delegatura CBA w Katowicach - Delegatura CBA w Krakowie - Delegatura CBA w Lublinie - Delegatura CBA w Łodzi - Delegatura CBA w Poznaniu - Delegatura CBA w Rzeszowie - Delegatura CBA w Szczecinie - Delegatura CBA w Warszawie - Delegatura CBA we Wrocławiu |

### Stanowiska służbowe
Chociaż CBA jest służbą mundurową, nie ma w niej stopni służbowych, zamiast nich są za to stanowiska służbowe (jak w urzędach, np. skarbowych lub innych związanych ze służbą cywilną), spośród których część nawiązuje do nazw stanowisk występujących na przykład w Policji. Możliwości awansu związane są ze stopniem wykształcenia, kwalifikacji i doświadczenia funkcjonariuszy. Przy najniższych stanowiskach (od młodszego inspektora do agenta) wystarczy wykształcenie średnie, przy stanowiskach średniego szczebla (od starszego agenta do naczelnika wydziału) wymagane jest wykształcenie wyższe pierwszego stopnia, przy wyższych stanowiskach kierowniczych (od zastępcy dyrektora departamentu do dyrektora departamentu) wymagane jest wykształcenie wyższe drugiego stopnia.
W CBA występują następujące stanowiska służbowe::
- inspektorzy: młodszy inspektor, inspektor, starszy inspektor;
- agenci (nie mylić z agent/agent wywiadu): młodszy agent, agent, starszy agent, agent specjalny;
- kierownicze stanowiska służbowe: kierownik sekcji, ekspert, zastępca naczelnika wydziału, naczelnik wydziału, zastępca dyrektora departamentu, dyrektor biura i dyrektor delegatury, dyrektor departamentu.

### Budżet
Wydatki i dochody Centralnego Biura Antykorupcyjnego są realizowane w części 56 budżetu państwa.
Wyniki kontroli wykonania budżetu przez CBA przeprowadzanej co roku przez Najwyższą Izbę Kontroli są tajne.
Koszty realizacji zadań CBA, w zakresie których – ze względu na wyłączenie ich jawności – nie mogą być stosowane przepisy o finansach publicznych, rachunkowości i zamówieniach publicznych, są finansowane z utworzonego na ten cel funduszu operacyjnego. Szef Centralnego Biura Antykorupcyjnego określa, w drodze zarządzenia, stanowiący informację niejawną sposób tworzenia i gospodarowania funduszem operacyjnym.
Od 2015 roku można zauważyć wzrost zaplanowanego budżetu CBA z 113,9 mln zł do 156,41 mln zł w 2016 roku. W 2017 roku zaplanowano 158,15 mln zł, w 2018 roku 197,46 mln zł. W 2019 roku plan wyniósł już 203,99 mln zł, a w 2020 roku już 227,58 mln zł. W 2021 roku zwiększono budżet do 248,914 mln zł, a w 2022 r. zaplanowano budżet na poziomie 241,2 mln zł.
W 2020 roku wydatki CBA wyniosły 207,242 mln zł.
Budżet w latach 2007-2022

## Sztandar CBA
9 czerwca 2021 r. na dziedzińcu Belwederu z udziałem m.in. Prezydenta RP oraz Prezesa Rady Ministrów odbyła się uroczystość z okazji 15-lecia powołania CBA. Służbie nadano wtedy sztandar. W trakcie uroczystości odczytano Akt ufundowania i nadania sztandaru podpisany przez przedstawicieli fundatorów (z inicjatywą ufundowania sztandaru wystąpili funkcjonariusze i pracownicy CBA) oraz Akt wręczenia sztandaru. Uroczyste wręczenie sztandaru poprzedziło symboliczne wbicie w drzewce gwoździ honorowych. Złożono również podpisy w księdze pamiątkowej. Oficjalnego przekazania Sztandaru na ręce Szefa CBA dokonał premier Mateusz Morawiecki

## Uprawnienia funkcjonariuszy
Uprawnienia funkcjonariuszy CBA zostały opisane w rozdziale 3. i 4. ustawy.
Funkcjonariusze wykonują:
- czynności operacyjno-rozpoznawcze w celu zapobiegania popełnieniu przestępstw, ich rozpoznania i wykrywania oraz – jeżeli istnieje uzasadnione podejrzenie popełnienia przestępstwa – czynności dochodzeniowo-śledcze w celu ścigania sprawców przestępstw;
- czynności kontrolne w celu ujawniania przypadków korupcji w instytucjach państwowych i samorządzie terytorialnym oraz nadużyć osób pełniących funkcje publiczne, a także działalności godzącej w interesy ekonomiczne państwa,
- czynności operacyjno-rozpoznawcze i analityczno-informacyjne w celu uzyskiwania i przetwarzania informacji istotnych dla zwalczania korupcji w instytucjach państwowych i samorządzie terytorialnym oraz działalności godzącej w interesy ekonomiczne państwa[1].

CBA jest jedyną służbą specjalną w Polsce posiadające kompetencje w postaci kontroli oświadczeń majątkowych i decyzji gospodarczych. Uprawnienia kontrolne są immanentnie związane niemal z całokształtem działalności tej służby. Celem czynności kontrolnych prowadzonych przez funkcjonariuszy jest ujawnienie przypadków korupcji w instytucjach publicznych, nadużyć osób pełniących funkcje publiczne oraz działalności godzącej w interesy ekonomiczne państwa. Kontrole są prowadzone na podstawie rocznego planu zatwierdzanego przez Szefa CBA lub – gdy jest to konieczne – w trybie doraźnym.
Kontrola powinna być ukończona w terminie 3 miesięcy, a jeśli nastała taka konieczność, okres kontroli może być przedłużony na dalszy czas oznaczony przez Szefa CBA, nie dłuższy jednak niż 6 miesięcy.
Zgodnie z brzmieniem art. 14 ust. 1 ustawy o CBA, funkcjonariusze mają prawo do:
- wydawania osobom poleceń określonego zachowania się;
- legitymowania osób w celu ustalenia ich tożsamości;
- zatrzymywania osób;
- przeszukiwania osób i pomieszczeń;
- dokonywania kontroli osobistej, a także przeglądania zawartości bagaży i sprawdzania ładunków;
- dokonywania sprawdzenia prewencyjnego;
- obserwowania i rejestrowania, przy użyciu środków technicznych, obrazu zdarzeń w miejscach publicznych oraz dźwięku towarzyszącego tym zdarzeniom w trakcie wykonywania czynności operacyjno-rozpoznawczych;
- żądania niezbędnej pomocy od instytucji państwowych, organów administracji rządowej i samorządu terytorialnego oraz przedsiębiorców prowadzących działalność w zakresie użyteczności publicznej oraz innych przedsiębiorców, jednostek organizacyjnych i organizacji społecznych oraz każdej osoby prywatnej[1].

Dodatkowo art. 14a daje prawo do przeprowadzania doprowadzenia lub konwoju.
Do czynności operacyjno-rozpoznawczych zalicza się kontrolę operacyjną. Art. 17 ustawy określa kontrolę operacyjną, która jest prowadzona niejawnie i może zostać zarządzona, jeśli inne środki przy wykonywaniu czynności operacyjno-rozpoznawczych okazały się nieskuteczne. Kontrolę operacyjną zarządza Sąd Okręgowy w Warszawie w drodze postanowienia, na pisemny wniosek Szefa CBA, złożony po uzyskaniu pisemnej zgody Pierwszego Zastępcy Prokuratora Generalnego Prokuratora Krajowego. Szef CBA ma możliwość zarządzić kontrolę operacyjną po uzyskaniu pisemnej zgody od Pierwszego Zastępcy Prokuratora Generalnego Prokuratora Krajowego, przed wydaniem zgody przez sąd, jeśli istnieje ryzyko zatarcia dowodów lub utraty informacji. Jeśli w ciągu 5 dni sąd nie wyda zgody, Szef CBA ma obowiązek wstrzymać kontrolę operacyjną, a zebrane dowody zostają protokolarnie i komisyjnie zniszczone.
Kontrola operacyjna polega na:
- uzyskiwaniu i utrwalaniu treści rozmów prowadzonych przy użyciu środków technicznych, w tym za pomocą sieci telekomunikacyjnych;
- uzyskiwaniu i utrwalaniu obrazu lub dźwięku osób z pomieszczeń, środków transportu lub miejsc innych niż miejsca publiczne;
- uzyskiwaniu i utrwalaniu treści korespondencji, w tym korespondencji prowadzonej za pomocą środków komunikacji elektronicznej;
- uzyskiwaniu i utrwalaniu danych zawartych w informatycznych nośnikach danych, telekomunikacyjnych urządzeniach końcowych, systemach informatycznych i teleinformatycznych;
- uzyskiwaniu dostępu i kontroli zawartości przesyłek[1].

Kontrola operacyjna jest zarządzana na okres 3 miesięcy i powinna być zakończona niezwłocznie po ustaniu przyczyn jej zarządzenia. Czas ten może zostać jednorazowo wydłużony o kolejne 3 miesiące, jeżeli nie ustały przyczyny zarządzenia pierwszej kontroli. Możliwe jest kolejne postanowienie o przedłużeniu kontroli operacyjnej na następujące po sobie okresy, których łączna długość nie może przekraczać 12 miesięcy.
Art. 18 ustawy o CBA daje prawo funkcjonariuszom do pozyskiwania danych niestanowiących treści odpowiednio, przekazu telekomunikacyjnego, przesyłki pocztowej albo przekazu w ramach usługi świadczonej drogą elektroniczną i mogą być przetwarzane bez wiedzy i zgody osoby, której dotyczą. Kontrolę nad uzyskiwaniem przez CBA danych telekomunikacyjnych, pocztowych lub internetowych sprawuje Sąd Okręgowy w Warszawie.
Czynności operacyjno-rozpoznawcze mogą również polegać na dokonaniu w sposób niejawny nabycia lub przejęcia przedmiotów pochodzących z przestępstwa, ulegających przepadkowi albo których wytwarzanie, posiadanie, przewożenie lub którymi obrót są zabronione, a także przyjęciu lub wręczeniu korzyści majątkowej (tzw. zakup kontrolowany). Następujące czynności mogą zostać zarządzone przez Szefa CBA na czas określony po uzyskaniu pisemnej zgody Prokuratora Generalnego.
W granicach zadań CBA może przetwarzać dane osobowe bez wiedzy i zgody osoby, której te dane dotyczą. Nadzór nad zgodnością przetwarzania danych osobowych gromadzonych przez CBA z przepisami ustawy oraz przepisami o ochronie danych osobowych sprawuje pełnomocnik do spraw kontroli przetwarzania danych osobowych przez CBA.
Zgodnie z brzmieniem art. 23 ustawy, CBA może korzystać z przetwarzanych przez banki informacji stanowiących tajemnicę bankową oraz informacji dotyczących umów o rachunek papierów wartościowych, umów o rachunek pieniężny, umów ubezpieczenia lub innych umów dotyczących obrotu instrumentami finansowymi, a w szczególności z przetwarzanych przez uprawnione podmioty danych osób, które zawarły takie umowy.
Podczas wykonywania czynności operacyjno-rozpoznawczych funkcjonariusze oraz osoby pomagające mogą posługiwać się dokumentami, które uniemożliwiają ustalenie ich prawdziwej tożsamości.

## Nadzór nad CBA
Szef CBA jako centralny organ administracji rządowej podlega bezpośrednio Prezesowi Rady Ministrów (art. 5 ust. 2). W ramach nadzoru premier określa kierunki działania CBA w drodze wiążących wytycznych oraz przyjmuje roczny plan działania na rok następny (składany na dwa miesiące przed końcem roku kalendarzowego) i coroczne sprawozdanie z działalności Biura, składane do 31 marca (art. 12 ust. 1-3). Do kompetencji premiera należy wyrażanie zgody na współpracę CBA z organami i służbami innych państw (art. 2 ust. 2a) oraz powoływanie i odwoływanie szefa CBA na czteroletnią kadencję (art. 6). W drodze zarządzeń premier nadaje statut CBA określający organizację wewnętrzną (art. 11). Premier może powierzyć część uprawnień nadzorczych specjalnie powołanemu ministrowi koordynatorowi lub ministrowi resortowemu (minister kierujący działem administracji rządowej). Zadania i uprawnienia koordynatora są uregulowane w drodze rozporządzenia Prezesa Rady Ministrów. Obecnie do zadań ministra koordynatora należy sprawowanie nadzoru i kontroli nad służbami specjalnymi, koordynacja ich działań oraz wspieranie Rady Ministrów w kształtowaniu kierunków polityki rządu dotyczącej służb specjalnych. W zakresie kontroli i nadzoru minister koordynator odpowiada za wyznaczanie kierunków rozwoju i funkcjonowania służb, monitorowanie realizacji zadań, zatwierdzanie corocznych sprawozdań i planów oraz ocenę ich realizacji, wyznaczanie celów i kierunków rozwoju współpracy międzynarodowej, rozpatrywanie skarg na działalność służb, przeprowadzanie kontroli i ocena stosowania przez służby specjalne uprawnień umożliwiających ingerencję w prawa i wolności człowieka i obywatela. W zakresie koordynacji działań służb minister koordynator jest zobowiązany do organizowania i zapewnienia współpracy służb specjalnych z innymi służbami i instytucjami realizującymi zadania w zakresie bezpieczeństwa państwa, wyrażanie zgody na współdziałanie CBA z właściwymi organami i służbami innych państw, zapewnianie efektywnego wykorzystania informacji dotyczących strategicznych interesów państwa, rozstrzyganie sporów kompetencyjnych między służbami specjalnymi. Oddelegowanie znacznej części obowiązków nadzorczych na ministra nie zmienia jednak stosunku bezpośredniej podległości służby premierowi, który wciąż zachowuje część uprawnień (m.in. powoływanie i odwoływanie szefa należy do wyłącznych uprawnień premiera). Organem opiniodawczo-doradczym wspierającym premiera w nadzorze nad służbami jest działające przy Radzie Ministrów Kolegium ds. Służb Specjalnych.

## Kontrola nad CBA
Organem parlamentarnej (politycznej) kontroli nad szefem CBA jest Sejm (art. 5 ust. 2a). Wyspecjalizowanym organem izby w zakresie kontroli nad służbami specjalnymi jest Sejmowa Komisja ds. Służb Specjalnych. Oprócz Komisji parlamentarzyści mogą wykorzystać przysługujące im prawo do zapytań i interpelacji poselskich do członków Rady Ministrów (w tym premiera sprawującego nadzór nad CBA) jako narzędzia kontroli służącego do uzyskania informacji o działalności Biura (art. 115 Konstytucji RP).
W przypadku kontroli operacyjnej działalność CBA kontrolowana jest przez Sąd Okręgowy w Warszawie. Wspomniany sąd zarządza kontrolę operacyjną na wniosek szefa CBA, złożony po uzyskaniu pisemnej zgody Pierwszego Zastępcy Prokuratora Generalnego Prokuratora Krajowego w przypadku gdy inne środki okazały się nieskuteczne lub nieprzydatne (art. 17 ust. 1). Prokuratura ocenia również merytoryczne przesłanki zastosowania kontroli operacyjnej oraz formalną poprawność wniosku. W przypadku czynności dochodzeniowo-śledczych prokurator kontroluje legalność postępowania oraz może je prowadzić (w określonych przypadkach nawet przejąć postępowanie). Dodatkowo wspomniany sąd prowadzi kontrolę nad uzyskiwaniem przez CBA danych telekomunikacyjnych, pocztowych lub internetowych (art. 18a).
Sądy administracyjne kontrolują decyzje administracyjne wydawane przez szefa oraz pełnią funkcję instytucji odwoławczej jego decyzji. Z perspektywy mechanizmów kontroli dotyczy to m.in. odmowy udzielenia informacji publicznej. Uchylenie decyzji szefa przez sąd nie oznacza, że szef automatycznie ma wydać pozytywną decyzję. Decyzja powraca wtedy do pierwszej instancji (tj. premiera). Kontrola sądów administracyjnych obejmuje również stosowanie przepisów Kodeksu pracy i Kodeksu postępowania administracyjnego w zakresie warunków pracy, normowania czasu pracy oraz nawiązywania i rozwiązywania stosunku służbowego.
Z racji na status szefa CBA jako centralnego organu administracji rządowej jego działalność podlega kontroli Najwyższej Izby Kontroli (art. 2 ust. 1). Zadaniem NIK jest kontrola służby pod kątem zbadania funkcjonowania wewnętrznych mechanizmów działania, weryfikacji systemów zarządzania służbą, procedur i mechanizmów kontroli nad służbą oraz procesem naboru kandydatów. W 2014 r. NIK przeprowadził kolejną kontrolę, jednak raport z niej został utajniony. Ówczesny Prezes NIK, w krótkim oświadczeniu stwierdził, że w wielu obszarach służby specjalne kontrolują same siebie. Również w 2014 r. NIK pozytywnie ocenił utworzenie przez szefa CBA systemu organizacyjnego mającego wdrażać zadania wynikające z zapisów Rządowego Programu Przeciwdziałania Korupcji na lata 2014–2019. W komunikacie prasowym w 2018 r. NIK poinformował o przekazaniu 25 mln złotych od Ministerstwa Sprawiedliwości do CBA. Późniejsze śledztwa dziennikarskie powiązały przekazanie kwoty z zakupem oprogramowania szpiegującego Pegasus. W 2020 r. Prezes NIK odmówił prośbie Rzecznika Praw Obywatelskich o skontrolowanie służb. Odmowę argumentował niewystarczającymi uprawnieniami kontrolerów Izby, którzy najpewniej spotkaliby się z odmową udzielenia im informacji o czynnościach operacyjno-rozpoznawczych. W odmowie Prezes Najwyższej Izby Kontroli zaznaczył, że służby wciąż praktycznie pozostają poza zewnętrzną kontrolą.
Trybunał Konstytucyjny kontroluje CBA z perspektywy badania zgodności podstaw prawnych jego działań z Konstytucją. W wyroku z 2009 r. Trybunał zwrócił uwagę na nieprecyzyjność legalnej definicji korupcji, jaka została zawarta w ustawie o CBA. Jej niedookreśloność pozwalała na subiektywną interpretację zadań nowo powstałej służby. W zainteresowaniu TK znalazły się również zapisy dotyczące pozyskiwania i przetwarzania informacji. W ocenie TK nie gwarantowały one jednostce poszanowania jej praw i wolności zawartych w Konstytucji i Konwencji o ochronie praw człowieka i podstawowych wolności. Zainteresowanie sędziów TK wzbudziło również brak gwarancji dotyczących oględzin, jakie w ramach czynności kontrolnych mogą podjąć funkcjonariusze CBA. W szczególności wskazano na niezawarcie żadnych gwarancji dotyczących przechowywania i wykorzystania danych pozyskanych w trakcie oględzin. W odpowiedzi na wyrok TK w 2010 roku doszło do nowelizacji ustawy o CBA. Nowelizacją powołano pełnomocnika CBA ds. kontroli przetwarzania danych osobowych, zajmującego się wewnętrzną kontrolą nad pozyskiwaniem i gromadzeniem danych osobowych.
Rzecznik Praw Obywatelskich kontroluje służby pod kątem naruszeń praw i wolności jednostki. Najczęściej działania RPO sprowadzają się do wnioskowania do Trybunału Konstytucyjnego o sprawdzenie zgodności ustawy, na podstawie której doszło do możliwego naruszenia praw z Konstytucją. W zainteresowaniu RPO znajdują się również ochrona prawa funkcjonariuszy. RPO aktywnie działa w zakresie monitorowania aktualnego stanu prawnego oraz możliwych naruszeń, wskazując na potencjalne zagrożenia i sposoby ich zapobiegania. W odpowiedzi na potencjalny zakup przez CBA oprogramowania Pegasus i dostrzeżone niedostatków systemu kontroli nad służbami w 2019 r. zespół ekspertów pracujący na zaproszenie RPO opublikował raport „Osiodłać Pegaza”. Głównym postulatem raportu jest utworzenie niezależnego organu kontrolującego (obecnie niefunkcjonującego w Polsce) służby specjalne oraz dokonanie kilku niezbędnych zmian w porządku prawnym w celu zabezpieczenia praw i wolności jednostki. W 2019 RPO utworzył komisję ekspertów ds. przestrzegania praw obywatelskich w działaniach służb specjalnych. Jej początkowym zadaniem było opracowanie aktualizacji do raportu „Osiodłać Pegaza”. W 2020 komisja opublikowała wraz z Rzecznikiem wspólne stanowisko w kwestii przestrzegania praw i wolności przez służby w czasie pandemii COVID-19.

## Podstawowe obszary działania CBA

### Działalność CBA na przestrzeni lat

#### 2006
- 4 grudnia 2006 powiadomiono o pierwszej akcji CBA. Zatrzymano Roberta M. i Wiesława B. w związku z podejrzeniem o działanie na szkodę Kama Foods SA[71].

#### 2007–2008
Pierwsze sprawozdanie z działalności CBA zostało opublikowane 31 marca 2008 roku i dotyczyło roku 2007. Drugie zostało wydane w marcu 2009 roku i dotyczyło roku poprzedniego.
Dwa pierwsze sprawozdania są o tyle odbiegające od późniejszych, że dokonano podziału na cztery obszary działalności CBA oraz opisywano przykłady przestępstw w wyszczególnionych obszarach. Takim sposobem, w 2007 roku nastąpił podział na:
- działania operacyjno-śledcze,
- działania kontrolne,
- działania analityczne,
- działania w obszarze budowy centralnych systemów informacyjnych i zadania w zakresie obsługi teleinformatycznej.

W 2007 roku łącznie CBA przeprowadziło 284 postępowań przygotowawczych i spraw operacyjnych. W prowadzonych w 2007 roku śledztwach, 169 osobom postawiono 387 zarzutów popełnienia przestępstwa, a wobec 59 podejrzanych zastosowano tymczasowe aresztowanie.
W działaniach operacyjno-śledczych nastąpił dodatkowo podział na:
- przestępczość urzędników państwowych wysokiego szczebla i w ich otoczeniu,
- przestępczość w instytucjach samorządowych i w ich otoczeniu,
- przestępstwa korupcyjne wysokich urzędników państwowych popełniane poza granicami kraju,
- korupcje w wymiarze sprawiedliwości,
- korupcje w służbie zdrowia,
- korupcje w obrocie gospodarczym,
- postępowania związane z przestępczością korupcyjną i działalnością godzącą w interes ekonomiczny kraju prowadzone wspólnie z innymi organami państwowymi,
- inne przestępstwa ujawnione w ramach prowadzonych śledztw korupcyjnych[72].

W związku z działaniami kontrolnymi w 2007 roku przeprowadzono 38 postępowań. Ponadto kontrolerzy sprawdzili 702 oświadczenia majątkowe osób pełniących funkcje publiczne.
Działania analityczne obejmowały swoim zakresem wszystkie prowadzone przez jednostki organizacyjne sprawy i postępowania. Oprócz tego prowadzono samodzielne prace, takie jak:
1. opracowanie metodologii i procedur tzw. „białego wywiadu”,
2. stworzenie systemu produktów analitycznych,
3. wdrożenie monitoringu zdarzeń korupcyjnych,
4. wdrożenie monitoringu strategicznych branż gospodarki[72].

Działania w obszarze budowy centralnych systemów informacyjnych i zadania w zakresie obsługi teleinformatycznej dotyczyły informatyzacji CBA. Przykładami są: budowa sieci komputerowej LAN w siedzibie głównej CBA, wdrożenie i oddanie do użytku zintegrowanego systemu służącego wspieraniu zadań analitycznych, nowa wersja serwisu WWW, uruchomiono Biuletyn Informacji Publicznej, w którym zamieszczane są bieżące informacje związane z CBA, uzyskanie szerszego dostępu do baz danych.
W sprawozdaniu za rok 2008 zmieniono czwarty obszar działalności względem poprzedniego raportu i zamieniono go na działania prewencyjne i edukacyjne.
W prowadzonych w 2008 roku CBA prowadziło łącznie 670 postępowań przygotowawczych oraz spraw operacyjnych. W ramach prowadzonych śledztw 346 osobom postawiono łącznie 1075 zarzutów popełnienia przestępstwa.
Przykłady prowadzonych działań operacyjno-śledczych wg obszarów tematycznych:
- korupcja i nadużycia w administracji państwowej i samorządowej,
- korupcja w wymiarze sprawiedliwości,
- korupcja i nadużycia w systemie ochrony zdrowia,
- korupcja i nadużycia gospodarcze,
- korupcja sportowa,
- przestępczość korupcyjna zwalczana we współpracy ze służbami wojskowymi,
- inne przestępstwa ujawnione w ramach prowadzonych śledztw[73].

Postępowania kontrolne prowadzone w 2008 roku wszczynano na podstawie planów wcześniej zatwierdzonych przez Szefa CBA bądź w trybie doraźnym. 71 postępowań kontrolnych dotyczyło decyzji gospodarczych z zakresu zamówień publicznych, prywatyzacji, udzielania wsparcia finansowego, rozporządzania mieniem państwowym lub komunalnym oraz przyznawania koncesji, ulg i gwarancji kredytowych. CBA przeprowadziło także 230 analiz przedkontrolnych, które dotyczyły decyzji gospodarczych. Postępowaniom kontrolnym oraz analitycznym poddano 1581 oświadczeń majątkowych. W wyniku prowadzonych postępowań kontrolnych skierowano między innymi 44 zawiadomienia o popełnieniu przestępstwa do prokuratury.
W 2008 roku zainteresowaniem analitycznym objęto zamówienia publiczne oraz przedsięwzięcia związane z prywatyzacją państwowych spółek prawa handlowego, wyselekcjonowane na podstawie wartości lub znaczenia dla interesów państwa. W zainteresowaniu analitycznym CBA pozostawał także przebieg najważniejszych inwestycji infrastrukturalnych finansowanych ze środków publicznych. W 2008 roku do Centralnego Biura Antykorupcyjnego wpłynęło 7928 zgłoszeń od obywateli zawierających sygnały o możliwych nieprawidłowościach głównie w instytucjach publicznych oraz podmiotach z udziałem Skarbu Państwa. Właściwość CBA stwierdzono w przypadku blisko połowy zgłoszonych informacji.
W grudniu 2008 roku CBA uruchomiło antykorupcyjny portal edukacyjno-informacyjny pod nazwą Serwis Edukacji Antykorupcyjnej. Realizując zadania o charakterze prewencyjnym oraz informacyjno-edukacyjnym, CBA w 2008 roku prowadziło współpracę z licznymi instytucjami oraz organizacjami pozarządowymi, które w ramach prowadzonej działalności zajmują się zjawiskiem korupcji, jak np. Bank Światowy

#### 2009
Raport z działalności CBA za rok 2009 został opublikowany 30 marca 2010 roku. Tak jak i w poprzednim roku, wyszczególniono cztery obszary działalności CBA:
- działania operacyjne i dochodzeniowo-śledcze,
- działania kontrolne,
- działania analityczne,
- działania prewencyjne i edukacyjne[74].

W 2009 roku CBA prowadziło 625 spraw operacyjnych oraz 398 postępowań przygotowawczych, a 581 osobom przedstawiono łącznie 1704 zarzutów popełnienia przestępstwa.
W omawianym roku CBA przeprowadził ogółem 102 postępowania kontrolne, przy czym 61 zostało wszczętych w 2009 roku. Oprócz tego funkcjonariusze CBA realizowali czynności w związku z postępowaniami pokontrolnymi, w których protokół kontroli został podpisany w latach poprzednich. Zgromadzone podczas czynności kontrolnych oraz analiz przedkontrolnych materiały, pozwoliły między innymi na wszczęcie 52 postępowań przygotowawczych, przedstawienie zarzutów 16 osobom oraz wniesienie 14 aktów oskarżenia. Poza działalnością stricte kontrolną, CBA w 2009 roku prowadziło również analizy przedkontrolne, których ogółem zrealizowano 520.
W 2009 roku, w celu zwiększenia efektywności działalności analitycznej CBA, uregulowano sposób wykonywania czynności analityczno-informacyjnych. Głównym celem regulacji było usystematyzowanie, sformalizowanie i podniesienie skuteczności działań realizowanych przez komórki analityczne. Zgodnie z przyjętymi rozwiązaniami, głównym celem czynności jest identyfikacja obszarów zagrożeń, ujawnianie mechanizmów przestępczych i wskazywanie luk w przepisach. Prowadzono również analizy operacyjne na potrzeby jednostek realizujących czynności operacyjno-rozpoznawcze oraz dochodzeniowo-śledcze. Ogółem w 2009 roku analitycy CBA przeprowadzili ponad dwieście tego rodzaju analiz.
W związku z działaniami prewencyjnymi i edukacyjnymi wyszczególniono następujące zadania:
1. redagowanie portalu internetowego (Serwis Edukacji Antykorupcyjnej) – w 2009 roku funkcjonariusze CBA opracowali ok. 2000 artykułów, które zamieszczono w Serwisie. W omawianym okresie przeprowadzono kampanię promocyjną portalu,
2. działania kształtujące pozytywny wizerunek CBA,
3. udział w projekcie badawczym „Problematyka strategii antykorupcyjnej oraz podjęcia w Polsce działań antykorupcyjnych”, stanowiącym jedno z zadań w ramach większego projektu „Przeciwdziałanie i zwalczanie przestępczości zorganizowanej i terroryzmu w warunkach bezpiecznego, przyśpieszonego i zrównoważonego rozwoju społeczno-gospodarczego”,
4. udział w konferencjach, seminariach naukowych w obszarze problematyki zwalczania korupcji oraz sporządzanie informacji w zakresie nowych kierunków, tendencji czy postulowanych wniosków,
5. sporządzono dokument analityczny pt. „Stan korupcji w Polsce na podstawie danych statystycznych przekazanych przez służby i organy państwowe za lata 2004–2008” (tzw. Mapa korupcji)[74].

#### 2010
Raport z działalności CBA za rok 2010 został opublikowany 31 marca 2011 roku. Wyszczególniono w nim trzy podstawowe obszary działalności CBA (działania prewencyjne i współpraca międzynarodowa zostały omówione w dalszych częściach sprawozdania):
- działania operacyjne i procesowe,
- działalność kontrolna,
- działalność analityczno-informacyjna[75].

Sprawy o charakterze korupcyjnym były przedmiotem ponad 40% wszczętych śledztw. Zasadniczy nacisk został położony na prowadzenie postępowań przygotowawczych dotyczących skomplikowanych działań przestępczych, w szczególności godzących w interes ekonomiczny państwa. Prowadzone śledztwa dotyczyły najczęściej działalności terenowej administracji rządowej i sektora gospodarczego. Do przykładowych obszarów śledztw prowadzonych w 2010 r. należały: działalność Komisji Majątkowej, środki z funduszy unijnych, zakup wagonów dla metra, przetargi prowadzone przez jednostki podległe MON, budowa boisk sportowych, wybory samorządowe w Wałbrzychu i Chełmie, faktury VAT.
W 2010 r. 55% analiz przedkontrolnych dotyczyło decyzji gospodarczych (najwięcej przeprowadzono w sferze zamówień publicznych oraz rozporządzania mieniem państwowym i komunalnym), natomiast 45% – oświadczeń majątkowych. W 2010 r. funkcjonariusze CBA prowadzili ogółem 97 kontroli, w tym 25 wszczętych w roku poprzednim. Do 31 grudnia 2010 r. zakończonych zostało 55 postępowań kontrolnych.
CBA kontynuowało współpracę z ministerstwami i urzędami centralnymi. Dotyczyła ona m.in. zagadnień związanych z prywatyzacją spółek Skarbu Państwa (Ministerstwo Skarbu Państwa), realizacją programu „Radosna Szkoła” (Ministerstwo Edukacji Narodowej) oraz programu „Moje Boisko Orlik – 2012” (Ministerstwo Sportu i Turystyki), jak również gospodarowania funduszami unijnymi (Ministerstwo Rozwoju Regionalnego). Nawiązano kontakty m.in. z Najwyższą Izbą Kontroli, Agencją Mienia Wojskowego, Głównym Inspektorem Farmaceutycznym czy też Narodowym Funduszem Ochrony Środowiska i Gospodarki Wodnej.

#### 2011
Raport z działalności CBA za rok 2011 został opublikowany 30 marca 2012 roku. Wyszczególniono w nim trzy podstawowe obszary działalności CBA:
- działania operacyjne i procesowe,
- działalność kontrolna,
- działalność analityczno-informacyjna[76].

Prowadzone w 2011 r. śledztwa dotyczyły najczęściej administracji samorządowej, a w dalszej kolejności sektora gospodarczego, organów ścigania i wymiaru sprawiedliwości oraz służby zdrowia. Do przykładowych obszarów śledztw prowadzonych w 2011 r. należały: Centrum Projektów Informatycznych MSWiA, procesy prywatyzacyjne PLL LOT SA i STOEN SA, działalność Wyższej Szkoły Policji w Szczytnie, organizacja przetargów w Wojsku Polskim.
W 2011 roku zmieniono metodykę typowania osób, które powinny zostać objęte analizą przedkontrolną prawidłowości i prawdziwości oświadczeń o stanie majątkowym. Wdrożono w CBA analizy systemowe ukierunkowane na poszczególne kategorie społeczno-zawodowe. Takim analizom poddano m.in. parlamentarzystów, komorników sądowych oraz pracowników Lokalnych Organizacji Turystycznych. Efektem tych czynności było wstępne ustalenie listy osób, które należy objąć analizami szczegółowymi. Do przykładowych postępowań kontrolnych należały: modernizacja Stadionu Miejskiego w Poznaniu, kontrola oświadczeń majątkowych składanych w związku ze sprawowaniem mandatu posła i funkcji ministra, projekt poprawy dostępu drogowego do Portu Gdańskiego – budowa Trasy Sucharskiego.
Prowadzone działania analityczno-informacyjne były ukierunkowane na identyfikowanie nieprawidłowości oraz zagrożeń dla interesu ekonomicznego państwa oraz powiadamianie o nich Prezesa Rady Ministrów, a w razie potrzeby również innych osób pełniących kluczowe funkcje w państwie. Analitycy CBA przekazali tym osobom 9 raportów specjalnych i 4 informacje sygnalne. Istotnym elementem tych opracowań analitycznych były rekomendacje dotyczące zmian rozwiązań prawnych, organizacyjnych lub działań, które należy podjąć w celu eliminacji lub zapobieżenia zagrożeniom.

#### 2012
Raport z działalności CBA za rok 2012 został opublikowany 27 marca 2013 roku. Wyszczególniono w nim trzy podstawowe obszary działalności CBA:
- działania operacyjne i procesowe,
- działalność kontrolna,
- działalność analityczno-informacyjna[77].

Śledztwa prowadzone przez CBA w 2012 r. dotyczyły najczęściej administracji samorządowej, a w dalszej kolejności sektora gospodarczego, terenowej administracji rządowej i administracji centralnej oraz programów unijnych. Do przykładowych obszarów śledztw prowadzonych w 2012 r. należały: wydatkowanie funduszy unijnych na terenie gminy Sokolniki, wprowadzanie do obrotu prawnego fikcyjnych faktur i obligacji, działalność Głównej Biblioteki Lekarskiej w Warszawie, działalność Zarządu Dróg i Transportu Urzędu Miasta Łodzi.
Spośród prowadzonych 834 analiz przedkontrolnych ponad 63% dotyczyło oświadczeń o stanie majątkowym oraz przestrzegania przepisów wprowadzających ograniczenia w podejmowaniu i prowadzeniu działalności gospodarczej składanych przez osoby pełniące funkcje publiczne. Najczęściej dotyczyły one samorządowców na szczeblu gminy oraz zatrudnionych w jednostkach podległych gminie, następnie parlamentarzystów i kolejno samorządowców na szczeblu powiatu oraz zatrudnionych w jednostkach podległych starostom. Tak jak w poprzednich latach w obszarze podejmowania i realizacji decyzji gospodarczych analizy przedkontrolne najczęściej dotyczyły zamówień publicznych. Działania kontrolne funkcjonariuszy CBA ujawniły szkody w mieniu Skarbu Państwa lub jednostek samorządu terytorialnego w wysokości prawie 113 mln zł. Do przykładowych obszarów postępowań kontrolnych należały: zamówienia publiczne związane z budową, wdrożeniem i utrzymaniem systemu informatycznego CEPiK MSWiA, wykorzystanie środków w ramach „Narodowego programu zwalczania chorób nowotworowych”, egzekwowanie przepisów ograniczających prowadzenie działalności gospodarczej przez osoby pełniące funkcje publiczne.
Przedsięwzięcia analityczno-informacyjne prowadzone przez funkcjonariuszy CBA w głównej mierze były ukierunkowane na identyfikację zagrożeń dla interesu ekonomicznego państwa w celu odpowiednio wczesnego i w miarę możliwości wyprzedzającego informowania o nich organów państwa oraz formułowania propozycji działań zaradczych. Poza tym miały one również charakter wspierający czynności operacyjno-rozpoznawcze, dochodzeniowo-śledcze i kontrolne. W 2012 r. do CBA wpłynęły 8484 sygnały o potencjalnych przypadkach korupcji lub zdarzeniach ją uprawdopodobniających (o 1310 więcej niż w roku poprzednim). Wobec wszystkich zgłoszeń podejmowano wstępne czynności analityczno-informacyjne, dzięki którym do właściwych jednostek organizacyjnych CBA przekazano 1034 sygnały (w 2011 – 441). Zgłoszenia nie leżące we właściwości Biura kierowano do innych instytucji i organów, najwięcej do prokuratur (352), i Policji (88).

#### 2013
Aktywność Biura w zakresie przeprowadzonych spraw operacyjnych i przeprowadzonych postępowań przygotowawczych utrzymała się na podobnym poziomie co w 2012 roku. Rosnące zaufanie społeczeństwa do CBA (na podstawie danych CBOS) znalazło odzwierciedlenie w liczbie zgłoszeń, która zwiększyła się o 60% względem poprzedniego roku.
Głównymi obszarami tematycznymi postępowań przygotowawczych były: administracja samorządowa, sektor gospodarczy, służba zdrowia i farmacja, administracja centralna, terenowa administracja rządowa i programy unijne. 46% prowadzonych śledztw zakończyło się przedstawieniem aktu oskarżenia, co jest wartością zbliżoną do lat poprzednich.
Działalność kontrolna Biura dotyczyła głównie zamówień publicznych, rozporządzania mieniem państwowym lub komunalnym i gospodarowania środkami publicznymi.
W 2013 r. przygotowano 19 opracowań skierowanych do Prezesa Rady Ministrów − 10 raportów specjalnych i 9 informacji sygnalnych.
W zakresie współpracy międzynarodowej CBA zorganizowało sześć konferencji szkoleniowych o tematyce antykorupcyjnej przeznaczonych dla funkcjonariuszy Specjalnej Służby Śledczej Republiki Litwy oraz Biura Przeciwdziałania i Zwalczania Korupcji Republiki Łotwy. CBA zaangażowało się w udział w projekcie twinningowym dla Macedonii – Support to efficient prevention and fight against corruption, przygotowującym do przystąpienia do Unii Europejskiej. Wraz z Komendą Główną Policji zorganizowano XIII edycję Międzynarodowej Konferencji Europejskich Partnerów Przeciwko Korupcji.

#### 2014
W 2014 r. rozszerzone zostały zadania CBA związane z weryfikacją oświadczeń o braku konfliktu interesów. Weryfikowane były deklaracje składane przez kandydatów na członków i członków Komisji Ekonomicznej przy Ministrze Zdrowia, Rady Przejrzystości przy Prezesie Agencji Oceny Technologii Medycznych, konsultantów w ochronie zdrowia oraz osób biorących udział w przygotowaniu, zawieraniu i wykonywaniu umów offsetowych.
Główne obszary tematyczne postępowań przygotowawczych nie uległy znaczącym zmianom względem poprzedniego roku. Pomimo zmniejszenia budżetu i związanej z tym redukcji kadr odsetek śledztw zakończonych aktem oskarżenia wzrósł o 3 punkty procentowe, wynosząc 49% (najwyższy od 2009 roku). Na wzrost efektywności mogło rzutować dokładność przygotowanej w 2013 roku prognozy zagrożeń korupcyjnych oraz modernizacja programów szkoleń i doskonalenia zawodowego.
Działalność kontrolna Biura dotyczyła głównie zamówień publicznych, rozporządzania mieniem państwowym lub komunalnym i wsparć finansowych. Do CBA w 2014 r. nie wpłynęły żadne deklaracje składane na podstawie przepisów dotyczących osób biorących udział w przygotowaniu, zawieraniu i wykonywaniu umów offsetowych
W 2014 r. przygotowano 21 opracowano skierowanych do Prezesa Rady Ministrów (2 raporty specjalne i 19 informacji sygnalnych). Wciąż utrzymał się trend rosnącej liczby zgłoszeń, wzrost wyniósł ponad 19% względem poprzedniego roku.
CBA kontynuowało swój udział w projekcie twinningowy dla Macedonii. Biuro wciąż rozwijało rozwój programów szkoleniowych dla litewskich i łotewskich służb zwalczających korupcję. CBA wyraziło gotowość do pomocy Ukrainie z zakresu szkoleń, wymiany doświadczeń i szeroko rozumianego doradztwa, w tym legislacyjnego.

#### 2015
W listopadzie 2015 r., ze względu na rezygnację, zakończyła się kadencja dotychczasowego Szefa CBA. Nowy Szef Biura, Ernest Bejda powołał zespół do spraw oceny działalności jednostek organizacyjnych CBA. Wśród zauważonych przez zespół nieprawidłowości i mankamentów można wskazać m.in. na:
- świadome działania i zaniechania kierownictwa CBA skutkujące odsunięciem Biura od weryfikacji projektów, w których zaangażowane są znaczne środki publiczne,
- brak skutecznej koordynacji i nadzoru nad wykonywaniem czynności operacyjno-rozpoznawczych i dochodzeniowo-śledczych,
- wielokrotne odstąpienie od obowiązku przekazywania uprawnionym podmiotom wyników działalności analitycznej CBA,
- zachowawczą postawę kierownictwa Biura w przypadkach wskazujących na poważne zagrożenia korupcyjne z udziałem osób sprawujących najważniejsze funkcje publiczne i w odniesieniu do kluczowych procesów gospodarczych w sektorze publicznym,
- nieuzasadnione wydłużanie procesu rekrutacyjnego na skutek braku koordynacji i monitorowania jego poszczególnych etapów. Stosowanie protekcyjnej polityki rekrutacji wobec jednej grupy zawodowej (stwierdzono liczne przypadki odejść ze służby po krótkim okresie jej pełnienia – na preferencyjnych warunkach finansowych),
- brak jednej siedziby CBA w Warszawie. Służba funkcjonowała w dwóch budynkach – Al. Ujazdowskie (mała powierzchnia i zły stan techniczny) i ul. Poleczki (najem na zasadach komercyjnych skutkuje znacznymi obciążeniami dla budżetu CBA),
- brak efektywnych narzędzi do prowadzenia wiarygodnej i rzetelnej statystyki w CBA.

Obszary tematyczne postępowań przygotowawczych nie uległy zmianom względem lat 2013–2014. Odsetek śledztw zakończonych aktem oskarżenia utrzymał się na poziomie z roku 2014 i wyniósł ponad 49%.
Głównym obszarem działalności kontrolnej wciąż pozostają zamówienia publiczne, wsparcia finansowe oraz rozporządzanie mieniem państwowym lub komunalnym.
W 2015 r. przygotowano 14 opracowań analitycznych – informacji sygnalnych kierowanych do Prezydenta RP i Prezesa Rady Ministrów.
CBA podpisało porozumienia o współpracy z litewską Specjalną Służbą Śledczą oraz mołdawskim Narodowym Centrum Antykorupcyjnym w zakresie wymiany informacji, doświadczeń i dobrych praktyk, jak również wspólnych inicjatyw szkoleniowych i antykorupcyjnych. W maju 2015 r. CBA przystąpiło, w charakterze obserwatora, do Regionalnej Inicjatywy Antykorupcyjnej. Organizacja, utworzona na podstawie traktatu regionalnego ratyfikowanego przez 9 krajów członkowskich: Albanię, Bośnię i Hercegowinę, Bułgarię, Chorwację, Macedonię, Mołdawię, Czarnogórę, Rumunię i Serbię. W ramach Międzynarodowego Dnia Przeciwdziałania Korupcji Biuro zorganizowało w dniach 9–10 grudnia 2015 r. VI Międzynarodową Konferencję Antykorupcyjną pt. Wzmacnianie współpracy międzynarodowej w zakresie przeciwdziałania i zwalczania korupcji.

#### 2016
W raporcie z działalności CBA za rok 2016 zostały wyszczególnione w nim cztery obszary działania CBA:
- działalność operacyjna i procesowa,
- działalność kontrolna,
- działalność analityczno-informacyjna,
- działalność edukacyjno-prewencyjna.

W 2016 roku jednostki organizacyjne CBA prowadziły 439 spraw operacyjnych oraz 439 postępowań przygotowawczych, a 479 podejrzanym przedstawiono 1275 zarzutów.
W omawianym roku funkcjonariusze CBA prowadzili: 194 kontroli, 933 analiz przedkontrolnych i 1285 spraw kontrolnych.
Kluczowe obszary zainteresowania CBA związane były m.in. z wyłudzeniami podatku VAT, dystrybucją funduszy pomocowych, jak i również nieprawidłowościami w funkcjonowaniu spółek Skarbu Państwa.
Kluczowe obszary zainteresowania CBA związane były m.in. projekty kluczowe dla interesu ekonomicznego państwa, m.in. w obszarze informatyzacji administracji publicznej, dystrybucji funduszy pomocowych i rozporządzania mieniem Skarbu Państwa.
W wyniku działalności CBA ujawniono 243 mln zł szkody w mieniu Skarbu Państwa oraz w ramach czynności kontrolnych oraz analityczno-informacyjnych podano do wiadomości publicznej o powstałych lub narażeniach na powstanie szkód w wysokości około 340 mln zł.

#### 2017
Raport z działalności CBA za rok 2017 został opublikowany 09.04.2018. Zostały wyszczególnione w nim cztery obszary działania CBA:
- działalność operacyjna i procesowa,
- działalność kontrolna,
- działalność analityczno-informacyjna,
- działalność edukacyjno-prewencyjna.

W 2017 roku jednostki organizacyjne CBA prowadziły 441 spraw operacyjnych oraz 256 postępowań przygotowawczych, a 710 podejrzanym przedstawiono 3031 zarzutów. W 2017 r. w efekcie działań CBA przedstawiono blisko 2,5-krotnie więcej zarzutów niż w 2016 roku.
W omawianym roku funkcjonariusze CBA prowadzili: 161 kontroli oraz 631 analiz przedkontrolnych.
Kluczowe obszary zainteresowania CBA związane były m.in. z wyłudzeniami podatku VAT, dystrybucją funduszy pomocowych, jak i również nieprawidłowościami w funkcjonowaniu spółek Skarbu Państwa.
W 2017 roku CBA prowadziło szereg postępowań przygotowawczych dotyczących podejrzenia popełnienia czynów zabronionych przy reprywatyzacji nieruchomości położonych w Warszawie. Prowadzone postępowania przygotowawcze dotyczyły łącznie blisko 200 nieruchomości. Zgromadzony materiał pozwolił na postawienie 59 zarzutów popełnienia przestępstw łącznie 24 podejrzanym.
W 2017 roku CBA zakończyło prowadzone w 2016 roku kontrole koordynowane w urzędach marszałkowskich na terenie całego kraju. Przedmiotem postępowań było zbadanie procedur podejmowania i realizacji wybranych decyzji dotyczących wsparcia finansowego udzielanego w ramach RPO na lata 2007–2013. Kontrolami koordynowanymi objęto 98 projektów o łącznej wartości ponad 4,3 mld zł.
CBA było podmiotem wiodącym w opracowywaniu Rządowego Programu Przeciwdziałania Korupcji na lata 2018-2020.

#### 2018
Raport z działalności CBA za rok 2018 został opublikowany 08.04.2019. Zostały wyszczególnione w nim trzy obszary działania CBA:
- działalność operacyjna i procesowa,
- działalność kontrolna,
- działalność analityczno-informacyjna.

W 2018 roku jednostki organizacyjne CBA prowadziły 470 spraw operacyjnych oraz 567 postępowań przygotowawczych (w tym 189 postępowań zostało wszczętych w 2018 roku). W omawianym roku w wyniku prowadzonych powstępowań 721 podejrzanym przedstawiono 2226 zarzutów.
W 2018 roku funkcjonariusze CBA prowadzili 145 kontroli, 727 analiz przedkontrolnych oraz 1422 sprawy kontrolne. Podstawę kontroli prowadzonych w 2018 roku w 95% przypadków, stanowiły ustalenia z analiz przedkontrolnych CBA.
W 2018 roku m.in. prowadzono 37 śledztw dotyczących wyłudzeń skarbowych, kontynuowano wykrywanie i zwalczanie nieprawidłowości przy tzw. dzikiej reprywatyzacji, prowadzono 36 śledztw dotyczących wyłudzeń unijnych, zwalczano nieprawidłowości w działaniach spółek Skarbu Państwa.
CBA w 2018 roku stało się faktycznym liderem Rządowego Programu Przeciwdziałania Korupcji na lata 2018-2020, odpowiadając za koordynację całego programu oraz za realizację jego licznych zadań. Rozpoczęto prace nad wprowadzenie jednolitego systemu składania i analizy oświadczeń o stanie majątkowym.
W ramach działań analityczno-informacyjnych CBA przygotowało m.in. 40 opracowań analitycznych przedstawionych właściwym organom i instytucjom.

#### 2019
Raport z działalności CBA za rok 2019 opublikowany został w 2020 roku. Został on podzielony na różne obszary działalności wśród których wymieniono:
- działania operacyjne i procesowe
- działania kontrolne
- działania analityczno – informacyjne
- edukacja i prewnecja
- współpraca międzynarodowa

W 2019 r. zabezpieczono mienie w kwocie ponad 374 mln zł. W toku realizowanych czynności ujawniono szkodę w mieniu Skarbu Państwa w wysokości 5,8 mln zł. Natomiast wartość ujawnionych korzyści to blisko 768,5 mln zł. Funkcjonariusze CBA w 2019 r. prowadzili 192 kontrole, 912 analiz przedkontrolnych oraz 1433 sprawy kontrolne. Największe zainteresownie CBA stanowili samorządowcy gminni oraz osoby zatrudnione w jednostkach podległych samorządowi.
Przykłady działań CBA w 2019 roku:
- Współpraca CBA z CBŚP w zwalczaniu mafii VAT
- Nieprawidłowości w oświadczeniach majątkowych Prezesa NIK
- Nieprawidłowości w GetBack SA

Działania z zakresu osłony antykorupcyjnej:
- Działania osłonowe w większości realizowane były w ramach prowadzonych spraw analitycznych. Wśród przedsięwzięć objętych osłoną zdecydowanie przeważały projekty z zakresu teleinformatyki

Działania z zakresu edukacji i prewencji:
- Działalność edukacyjno-prewencyjną prowadzono poprzez redagowanie portalu antykorupcja.gov.pl.
- W 2019 r. został wydany kolejny numer czasopisma popularnonaukowego CBA Przegląd Antykorupcyjny, w całości poświęcony tematyce oświadczeń o stanie majątkowym.
- CBA kontynuowało działania ukierunkowane na utrzymanie ogólnodostępnej, bezpłatnej, internetowej platformy ze szkoleniami antykorupcyjnymi.

Działania z zakresu współpracy międzynarodowej:
- Jedną ze służb zainteresowaną platformą szkoleniową CBA była Policja Federalna Meksyku, która równocześnie zwróciła się z prośbą o przeanalizowanie możliwości wsparcia rządu Meksyku, którego priorytetem jest walka z korupcją.
- Podpisane zostało porozumienie o współpracy z bułgarską Komisją ds. Zwalczania Korupcji i Przepadku Nielegalnego Majątku (CACIAF) oraz porozumienie z Szefem Komisji Antykorupcyjnej Palestyny w zakresie przeciwdziałania i zwalczania korupcji[81].

#### 2020
Raport z działalności CBA za rok 2020 został opublikowany w 2021 roku. Struktura dokumentu była podobna jak w dokumentach z lat poprzednich. Działalność CBA za ten okres została podzielona na:
- działania operacyjne i procesowe
- działania kontrolne
- działania analityczno – informacyjne
- edukacja i prewencja
- współpraca międzynarodowa

W 2020 r. jednostki organizacyjne CBA prowadziły 552 sprawy operacyjne. W 2020 r. wszczęto 206 postępowań przygotowawczych. W 2020 r. zabezpieczono mienie w wysokości 410,3 mln zł. W toku realizowanych czynności ujawniono szkodę w mieniu Skarbu Państwa w wysokości 4,6 mln zł. Funkcjonariusze CBA w 2020 r. prowadzili 170 kontroli, 911 analiz przedkontrolnych oraz 1307 spraw kontrolnych. Największą grupę zawodową, podlegającą kontroli CBA w obszarach oświadczeń majątkowych i ograniczeń prowadzenia działalności gospodarczej, stanowili w 2020 r. ponownie samorządowcy gminni oraz osoby zatrudnione w jednostkach podległych samorządowi gminnemu
Przykłady działań CBA w 2020 roku:
- Uszczuplenia podatkowe związane z funkcjonowaniem mafii paliwowej
- Korupcja i kierowanie zorganizowaną grupą przestępczą przez byłego ministra transportu
- Podejrzenie złożenia przez posła fałszywych oświadczeń majątkowych

Uchwałą Rady Ministrów z 27 kwietnia 2020 r. uruchomiony został program rządowy Tarcza Finansowa Polskiego Funduszu Rozwoju (PFR) zapewniający wsparcie finansowe sektora mikro, małych i średnich oraz dużych przedsiębiorstw w związku ze zwalczaniem skutków epidemii COVID-19 w ramach Rządowej Tarczy Antykryzysowej.
Działania z zakresu edukacji i prewencji:
- W 2020 r. funkcjonariusze Biura przeprowadzili łącznie 55 szkoleń w 37 instytucjach, w trakcie których przeszkolono 2741 urzędników
- W 2020 r. na stronie antykorupcja.gov.pl umieszczono ponad 200 artykułów. Odnotowano ponad 5,7 mln odsłon tej strony.

Działania z zakresu współpracy międzynarodowej:
- W 2020 r. odbyła się pierwsza wideokonferencja Ekspertów ds. Korupcji w ramach realizowanego w EFECC Projektu Analitycznego Korupcja (AP Corruption), który został utworzony przez Europol poprzez przekształcenie AP Sport Corruption, w oparciu o inicjatywę służb m.in. Polski, Litwy, Łotwy i Estonii.
- Na podstawie zawartego porozumienia utworzono specjalną grupę, tzw. Joint Investigation Team (JIT), której zadaniem jest koordynacja zadań realizowanych w ramach sprawy prowadzonej przez CBA i Narodowe Biuro Antykorupcyjne Ukrainy (NABU).
- Przedstawiciele CBA uczestniczyli w procesie konsultacyjnym polityk i dokumentów UE w zakresie zwalczania i zapobiegania przestępczości zorganizowanej i korupcji[82].

### Działania operacyjne na przestrzeni lat
|                                                 | 2007        | 2008        | 2009        | 2010 | 2011 | 2012 | 2013 | 2014 | 2015 | 2016 | 2017 | 2018 | 2019 | 2020 |
| ----------------------------------------------- | ----------- | ----------- | ----------- | ---- | ---- | ---- | ---- | ---- | ---- | ---- | ---- | ---- | ---- | ---- |
| działania wszczęte                              | brak danych | brak danych | brak danych | 257  | 256  | 208  | 221  | 181  | 225  | 200  | 192  | 185  | 232  | 182  |
| działania zakończone                            | brak danych | brak danych | brak danych | 320  | 227  | 218  | 199  | 214  | 247  | 185  | 153  | 154  | 167  | 175  |
| łączna liczba prowadzonych działań operacyjnych | brak danych | brak danych | brak danych | 586  | 511  | 492  | 495  | 477  | 488  | 439  | 441  | 470  | 546  | 552  |

### Działania procesowe na przestrzeni lat
|                                                        | 2007        | 2008        | 2009        | 2010 | 2011 | 2012 | 2013 | 2014 | 2015 | 2016 | 2017 | 2018 | 2019 | 2020 |
| ------------------------------------------------------ | ----------- | ----------- | ----------- | ---- | ---- | ---- | ---- | ---- | ---- | ---- | ---- | ---- | ---- | ---- |
| wszczęte postępowania przygotowawcze                   | brak danych | brak danych | brak danych | 162  | 248  | 251  | 239  | 223  | 225  | 281  | 256  | 189  | 207  | 206  |
| zakończone postępowania przygotowawcze                 | brak danych | brak danych | brak danych | 190  | 205  | 236  | 252  | 201  | 219  | 178  | 176  | 173  | 164  | 163  |
| łączna liczba prowadzonych postępowań przygotowawczych | brak danych | brak danych | brak danych | 374  | 419  | 466  | 469  | 420  | 435  | 491  | 555  | 567  | 583  | 606  |
| odsetek śledztw zakończonych aktem oskarżenia          | brak danych | brak danych | brak danych | 41%  | 45%  | 48%  | 46%  | 49%  | 49%  | 60%  | 40%  | 42%  | 47%  | 40%  |

### Skutki analiz przedkontrolnych na przestrzeni lat
| | 2010        | 2011 | 2012 | 2013 | 2014 | 2015 | 2016        | 2017 | 2018        | 2019        | 2020        |
| --- | ----------- | ---- | ---- | ---- | ---- | ---- | ----------- | ---- | ----------- | ----------- | ----------- |
| Zawiadomienia o popełnieniu przestępstwa | 21          | 28   | 26   | 22   | 64   | 20   | 23          | 10   | 23          | 18          | 16          |
| Wszczęcie kontroli oświadczeń majątkowych, decyzji gospodarczych lub przestrzegania przepisów ograniczających prowadzenie działalności gospodarczej                                      | 64          | 150  | 181  | 190  | 153  | 150  | 102         | 79   | 116         | 138         | 98          |
| Skierowanie zawiadomienia o naruszeniu dyscypliny finansów publicznych oraz wniosków do właściwych organów o wszczęcie postępowań wyjaśniających lub kontroli (w tym urzędów skarbowych) | 21          | 15   | 26   | 31   | 9    | 17   | 19          | 28   | 9           | 23          | 46          |
| Przekazanie dokumentacji bezpośrednio do innych organów (w tym prokuratury) celem dołączenia do prowadzonego postępowania przygotowawczego                                               | 12          | 10   | 10   | 8    | 12   | 7    | brak danych | 12   | 12          | 4           | 13          |
| Przekazania zgromadzonych dokumentów do innych jednostek organizacyjnych CBA w związku z prowadzonymi czynnościami w sprawie                                                             | 44          | 31   | 32   | 35   | 31   | 25   | brak danych | 8    | brak danych | 7           | 23          |
| Wszczęcia analiz szczegółowych | brak danych | 22   | 14   | 18   | 11   | 18   | brak danych | 2    | brak danych | brak danych | brak danych |

Informacje o wynikach działalności CBA z lat 2007–2009 zawierają szczątkowe dane statystyczne

### Działalność kontrolna na przestrzeni lat
|                                                                 | 2009        | 2010 | 2011 | 2012 | 2013 | 2014 | 2015 | 2016 | 2017        | 2018        | 2019        | 2020 |
| --------------------------------------------------------------- | ----------- | ---- | ---- | ---- | ---- | ---- | ---- | ---- | ----------- | ----------- | ----------- | ---- |
| przeprowadzone postępowania kontrolne                           | 102         | 97   | 165  | 230  | 251  | 239  | 218  | 194  | 161         | 145         | 192         | 170  |
| postępowania kontrolne wszczęte w danym roku                    | 61          | 72   | 123  | 173  | 197  | 170  | 149  | 129  | brak danych | brak danych | brak danych | 98   |
| kontynuowane postępowania kontrolne, wszczęte w roku poprzednim | 61          | 25   | 42   | 57   | 54   | 69   | 69   | 70   | brak danych | brak danych | brak danych | 72   |
| zakończone postępowania kontrolne                               | brak danych | 55   | 108  | 176  | 182  | 170  | 153  | 138  | brak danych | 85          | 120         | 97   |

Informacje o wynikach działalności CBA z lat 2007–2008 zawierają szczątkowe dane statystyczne

### Najczęstsze efekty działań kontrolnych na przestrzeni lat
| | 2010        | 2011        | 2012 | 2013 | 2014 | 2015 | 2016 | 2017 | 2018        | 2019        | 2020        |
| --- | ----------- | ----------- | ---- | ---- | ---- | ---- | ---- | ---- | ----------- | ----------- | ----------- |
| wnioski o odwołanie z zajmowanego stanowiska lub rozwiązania stosunku pracy                                                                                                   | 2           | 23          | 54   | 56   | 41   | 26   | 15   | 17   | 5           | 17          | 1           |
| wystąpienie do kontrolowanego lub organu nadzorującego jego działalność w sprawie stwierdzenia w kontrolowanej jednostce organizacyjnej naruszeń przepisów                    | 22          | 23          | 32   | 25   | 29   | 22   | 8    | 13   | 12          | 21          | 21          |
| zawiadomienie o podejrzeniu popełnienia przestępstwa | 19          | 37          | 38   | 28   | 44   | 29   | 52   | 27   | 30          | 38          | 45          |
| informacje do właściwych organów kontrolnych w związku ze stwierdzeniem potrzeby przeprowadzenia kontroli w szerszym zakresie                                                 | 4           | 3           | 12   | 6    | 16   | 7    | 16   | 9    | 8           | 4           | 10          |
| przekazanie dokumentacji bezpośrednio do organów prowadzących postępowanie w sprawie, w tym do prokuratury                                                                    | brak danych | brak danych | 10   | 3    | 4    | 4    | 2    | 5    | 7           | 5           | 4           |
| zawiadomienie, w przypadku ujawnienia innych czynów niż określone w art. 46 ust. 2 ustawy o CBA, za które ustawowo przewidziana jest odpowiedzialność dyscyplinarna lub karna | brak danych | brak danych | 1    | 5    | 22   | 15   | 9    | 5    | brak danych | brak danych | brak danych |

Informacje o wynikach działalności CBA z lat 2007–2009 zawierają szczątkowe dane statystyczne

## Kontrowersyjne aspekty działalności CBA
CBA już w momencie powstania naznaczone było piętnem kontrowersyjności. Postulat utworzenia CBA pojawił się w programie wyborczym Prawa i Sprawiedliwości w wyborach parlamentarnych w 2005 r. W retoryce towarzyszącej powstawaniu CBA pojawiały się zarzuty wobec innych instytucji o niewykonywanie swoich zadań z zakresu zwalczania i przeciwdziałania korupcji oraz podkreślanie, że III RP potrzebuje nowej służby nieposiadającej dziedzictwa sięgającego do czasów PRL i Służby Bezpieczeństwa. Już wówczas, jeszcze przed powołaniem CBA często spotykało się z zarzutami o upolitycznienie. Kolejne kontrowersje wynikały z zawartej w pierwszej wersji ustawy definicji korupcji, rozumianej bardzo szeroko. Niektóre środowiska wskazywały, że CBA może stać się służbą o nadmiernie szerokich kompetencjach, co dodatkowo potęgowały obawy przed jej upolitycznieniem. Wspomniane obawy zostały dodatkowo wzmocnione z racji na aresztowanie w 2007 r. opozycyjnej posłanki Beaty Sawickiej oraz towarzyszące sprawie ujawnienie się agenta Tomasza Kaczmarka zwanego jako „agent Tomek”. Działania Tomasza Kaczmarka, który w celu zdobycia materiałów dowodowych uwodził posłankę, rozbudziły dyskusję nie tylko o moralności jego postępowania, ale również o granicy uprawnień funkcjonariuszy CBA. Aferę z udziałem agenta Tomka i Barbary Sawickiej dodatkowo ujawniono w trakcie trwającej kampanii wyborczej do Parlamentu. Pokłosiem afery agenta Tomka oraz późniejszego udziału CBA w aferze hazardowej stało się odwołanie Mariusza Kamińskiego z funkcji szefa CBA przed upłynięciem jego kadencji. Mariusz Kamiński był postrzegany jako „człowiek Kaczyńskiego”, co skutkowało obawami wówczas rządzącej Platformy Obywatelskiej o możliwość wykorzystywania służby do działań motywowanych politycznie. W 2015 roku na portalu Wikileaks opublikowano treść korespondencji mailowej mającej stanowić dowód na zakup przez CBA oprogramowania typu remote control produkcji Hacking Team S.r.l. W 2019 roku dziennikarskie śledztwo powiązało CBA z zakupem oprogramowania szpiegującego Pegasus. CBA oraz Minister Koordynator Służb Specjalnych (Mariusz Kamiński) zaprzeczali posiadaniu przez CBA Pegasusa. W 2020 r. padło podejrzenie o wykorzystywanie przez CBA do zatrzymania byłego ministra Sławomira Nowaka, będącego wówczas członkiem sztabu wyborczego opozycyjnego kandydata na prezydenta RP – Rafała Trzaskowskiego. W przypadku potwierdzenia zarzutów oznaczałoby możliwość wykorzystania oprogramowania do inwigilacji opozycyjnego sztabu wyborczego. W 2022 r. wykorzystanie Pegasusa zostało potwierdzone przez zespół ekspertów z Citizen Lab. Na liście celów inwigilacji znalazł się prokurator Ewa Wrzosek, mecenas Roman Giertych, senator Krzysztof Brejza, prezes AGROunii Michał Kołodziejczak, dziennikarz Tomasz Szwejgiert, posłanka Koalicji Obywatelskiej Magdalena Łośko oraz prezydent Inowrocławia Ryszard Brejza. Afera zogniskowana wokół wykorzystania Pegasusa przez CBA ożywiła w Polsce dyskusję nad uprawnieniami służb specjalnych oraz efektywnością mechanizmów kontroli, jakim podlegają. Efektami dyskusji stała się publikacja raportu Osiodłać Pegaza, powstałego z inicjatywy Rzecznika Praw Obywatelskich, postulującego utworzenie nowego niezależnego organu kontroli oraz powołanie nadzwyczajnej komisji senackiej do spraw wyjaśnienia przypadków nielegalnej inwigilacji, ich wpływu na proces wyborczy w Rzeczypospolitej Polskiej oraz reformy służb specjalnych.